# Tanjung Agung (Pajar Bulan)
Tanjung Agung is een bestuurslaag in het regentschap Lahat van de provincie Zuid-Sumatra, Indonesië. Tanjung Agung telt 531 inwoners (volkstelling 2010).